# لوح پایونیر

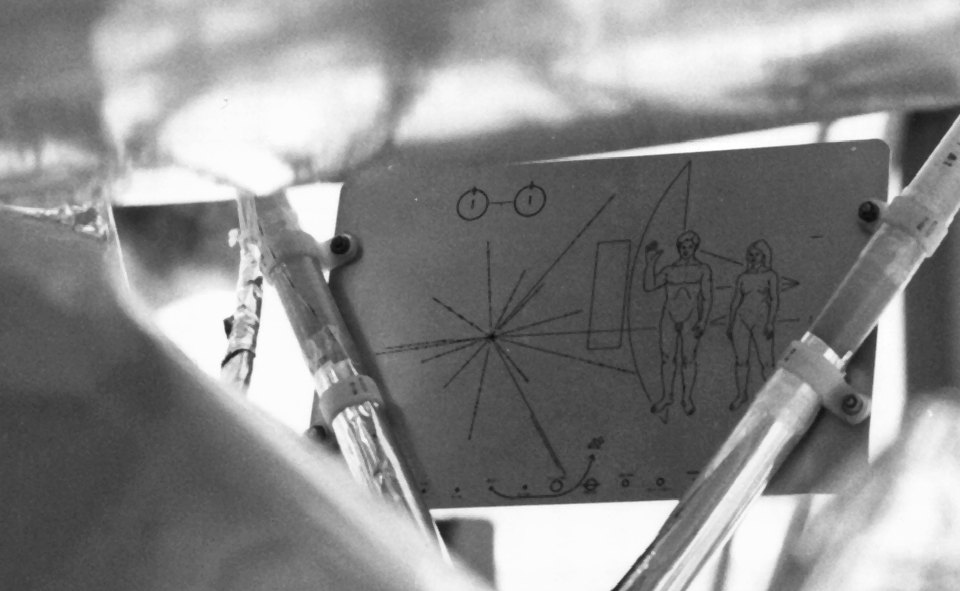
لوحی که بر پایونیر ۱۰ متصل شده بود.

لوح پیشگام

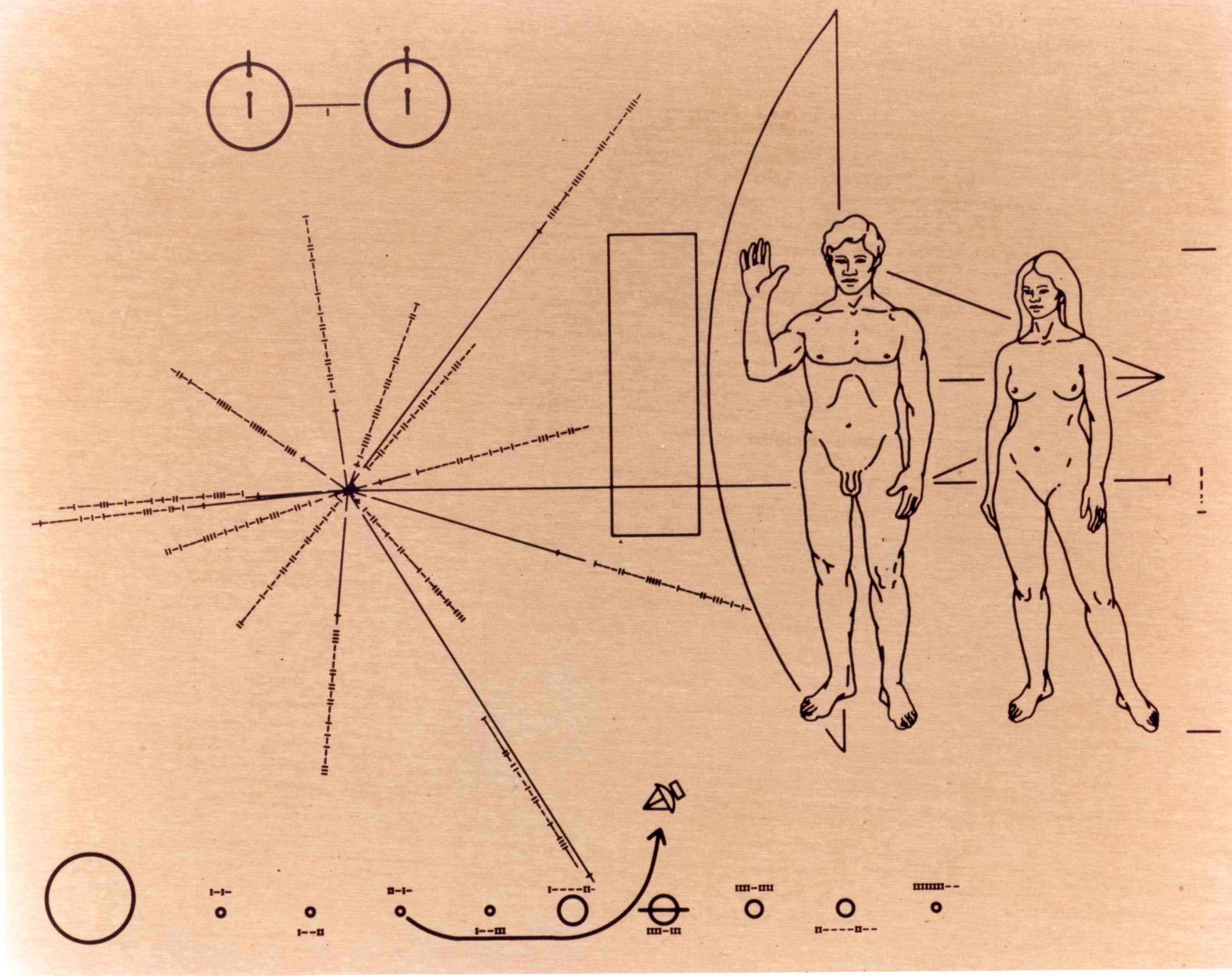
نگارهٔ اصلی

لوح‌های پایونیر، دو لوح آلومنیومی هستند که بر فضاپیماهای پایونیر ۱۰ (۱۹۷۲م) و پایونیر ۱۱ (۱۹۷۳م) قرار گرفتند، تا در صورت رسیدن به موجودات فرازمینی پیامی تصویری از بشریت را به آن‌ها برسانند. این لوح‌ها پیکر برهنهٔ یک انسان مذکر و مؤنث را به همراه نشان‌هایی برای ارائهٔ اطلاعات از مرکز فضاپیما را دربرداشتند.
در سال ۱۹۷۲م فرانک دریک و کارل ساگان دو تن از دانشمندان ناسا لوحی را طراحی کردند که شامل تصاویری از یک مرد و زن برهنه، دیاگرام طول موج و بسامد هیدروژن و مجموعه‌ای از نقشه‌هایی بود که مکان خورشید و منظومهٔ خورشیدی و سیاره‌های آن را مشخص می‌کرد. آن‌ها این لوح را که از جنس آلومینیوم بود و ابعادی در اندازهٔ ۲۲*۱۵ سانتی‌متر داشت را به پایهٔ آنتن فضاپیمای پایونیر ۱۰ متصل کردند. فضاپیمای پایونیر نخستین شیء ساخت بشر است که منظومهٔ خورشیدی را ترک کرده‌است. این طرح بخاطر پیچیده‌بودن در رمزگشایی مورد انتقاد بعضی دانشمندان قرار گرفت.

## مشخصات فیزیکی لوح‌ها
- جنس: آلومنیوم ۶۰۶۱ آنودیز شده با طلا
- عرض: ۲۲۹ میلی‌متر
- ارتفاع: ۱۵۲ میلی‌متر
- ضخامت: ۱٫۲۷ میلی‌متر
- متوسط عمق نقوش حکاکی شده: ۰٫۳۸۱ میلی‌متر
- وزن: ۱۲۰ گرم

## رمزگشایی

### فرمول هیدروژن

قسمتی از لوح که خصوصیات عنصر هیدروژن را نشان می‌دهد

با توجه به اینکه فراوان‌ترین عنصر در کیهان هیدروژن است، در قسمت بالا-چپ لوح نقشی حک شده که خصوصیات هیدروژن را به خوبی و با جزئیات بالا انتقال می‌دهد.

دو دایره علامت دو هیدروژن هستند. خط افقی میان دو دایره علامت پیوند آن‌ها و خط عمودی کوتاه زیر این خط نمودی از ۱ در سیستم باینری است. هر دو دایره خود نمودی از اوربیتال حرکتی الکترون به دور هستهٔ اتم بوده (اسپین بالا و اسپین پایین) و در عین حال واحد و مقیاس اندازه‌گیری برای نشان‌های دیگری هستند که بر روی لوح حک شده‌است. این واحدها، درازای موج رادیویی و تناوب آن درازای موج است که هیدروژن می‌تواند انتشار دهد (۲۱ سانتی‌متر طول موج و با فرکانس ۱۴۲۰ مگاهرتز).

### تصویر زن و مرد
در سمت راست لوح تصویر یک مرد و زن جلوی فضاپیما است. دست راست مرد به نشانهٔ حسن‌نیت بالا نگه‌داشته شده‌است. گرچه ممکن است این حرکت برای موجودات فضایی قابل فهم نباشد اما در هر صورت می‌تواند حرکت دست و انگشتان را نشان دهد. از طرفی دست راست بالا نگه داشته شده به این دلیل که نشان دهد بیشتر انسان‌ها راست دست هستند.
در لوح اندام تناسلی مرد کامل کشیده شده‌است اما اندام تناسلی زن به‌طور کامل کشیده نشده‌است زیرا کارل سیگن طراح این لوح فرصت کافی برای تکمیل طرح نداشته‌است. نظریه‌هایی نیز وجود دارد که ناسا اجازهٔ کشیدن اندام تناسلی زن را به‌طور کامل نداده‌است.

### مکان خورشید در فضا

فاصلهٔ نسبی خورشید تا مرکز کهکشان راه شیری و ۱۴ تپ‌اختر

در زیر نماد هیدروژن، پانزده خط به صورت شعاعی کشیده شده‌اند. این شکل نشان‌دهندهٔ موقعیت خورشید در کیهان نسبت به چهارده تپ‌اختر است. خط پانزدهم نیز فاصلهٔ نسبی خورشید تا مرکز کهکشان راه شیری را نشان می‌دهد. در هر خط، خط تیره‌های عمودی و افقی دیده می‌شود که در واقع اعداد باینری هستند و کلید فهمیدن فاصلهٔ خورشید از تپ‌اخترها، فرکانس اسپینی هیدروژن است. درازای هر خط نمایان کنندهٔ فاصلهٔ نسبی تپ‌اختر تا خورشید بوده و اگر در مکانی که لوح توسط موجودات فرازمینی پیدا شود تنها چند تپ‌اختر قابل رؤیت باشند، می‌توان با روش مثلث‌سازی مکان اولیه را پیدا کرد.

### منظومهٔ خورشیدی
در بخش پایینی لوح، یک طرح کلی از منظومهٔ خورشیدی موجود است. تصویری کوچک از فضاپیما مسیر آن را در گذر از مشتری و سپس به‌سوی خارج از منظومهٔ خورشیدی نشان می‌دهد. هر دو سفینهٔ پایونیر ۱۰ و ۱۱ دارای لوح یکسانند. اما پس از پرتاب، پایونیر ۱۱ به سمت زحل تغییر مسیر داده و از آنجا منظومهٔ خورشیدی را ترک کرد. از این بابت اطلاعات این قسمت از لوح پایونیر ۱۱ تا حدودی نادرست است. پرواز پایونیر ۱۱ در گذر از زحل، تا حد زیادی مسیر آینده و مقصد آن را در مقایسه با پایونیر ۱۰ تحت تأثیر قرار می‌دهد؛ اما این مهم در این لوح‌ها شرح داده نشده‌است.
حلقه‌های کیوان (زحل) می‌تواند نکته‌ای در کمک به فرازمینی‌ها برای شناسایی سامانهٔ خورشیدی باشد. حلقه‌های دور سیاره‌های مشتری، اورانوس و نپتون در زمان طراحی لوح کشف نشده بودند. با این حال بر خلاف سامانه حلقه‌های کیوان، در این سیاره‌ها، حلقه به راحتی قابل مشاهده نیست. پلوتون در زمان طراحی لوح به عنوان سیاره شناخته می‌شد (در حالی امروزه یک سیارهٔ کوتوله است). سایر اجسام بزرگی که امروزه به عنوان سیارهٔ کوتوله شناخته می‌شوند (مانند سدنا)، به علت ناشناخته بودن در زمان ساخت لوح، به تصویر کشیده نشده‌اند.
اعداد دودویی در کنار سیاره‌ها نشان‌دهندهٔ فاصلهٔ نسبی سیاره تا خورشید است با واحد ‎۱/۱۰ مدار عُطارِد.